# Praslay
Praslay is een gemeente in het Franse departement Haute-Marne (regio Grand Est) en telt 68 inwoners (2009). De plaats maakt deel uit van het arrondissement Langres.

## Geografie
De oppervlakte van Praslay bedraagt 10,5 km², de bevolkingsdichtheid is dus 6,5 inwoners per km².
De onderstaande kaart toont de ligging van Praslay met de belangrijkste infrastructuur en aangrenzende gemeenten.

## Demografie
Onderstaande figuur toont het verloop van het inwonertal (bron: INSEE-tellingen).